# Vedretta del Marovin
La vedretta del Marovin è un ghiacciaio posto in alta val d'Arigna, al di sotto di una bastionata rocciosa compresa tra il pizzo Coca e il Dente di Coca (2.924 m), nelle Alpi Orobie, nei pressi del confine tra le province di Bergamo e Sondrio.
Questa zona è molto ricca di piccoli ghiacciai, tra i quali la vedretta di Scais, la vedretta di Porola, la vedretta del Lupo e, nel versante orobico bergamasco, il ghiacciaio del Trobio, tutti caratterizzati dal tipo di alimentazione (precipitazioni invernali e valanghe) e dall'insediamento (tranne il Trobio, sono tutti situati in canaloni molto ripidi).

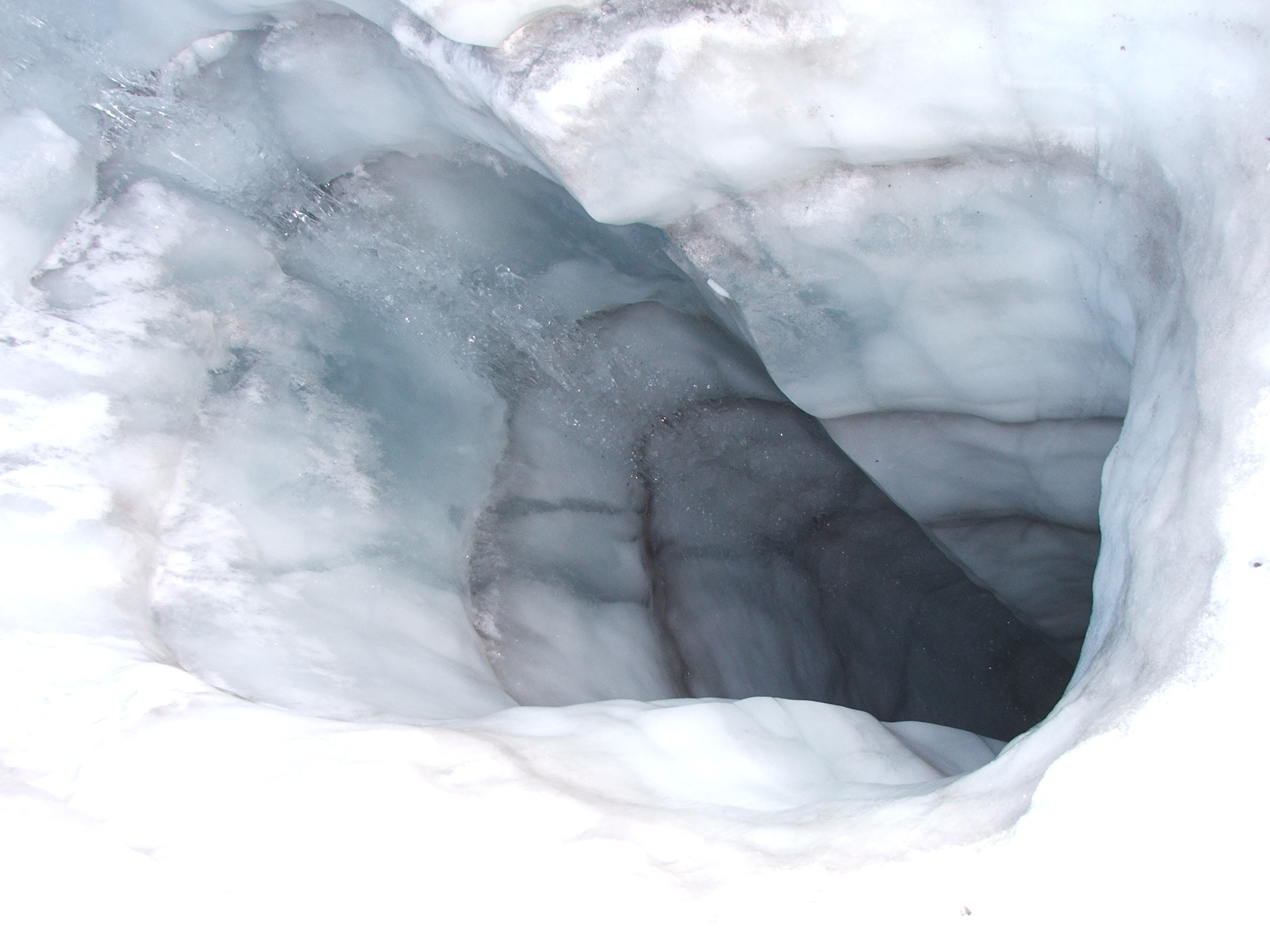
Un inghiottitoio nella parte bassa della vedretta

La testa del ghiacciaio si trova ad un'altezza di circa 2.730 metri, mentre la fronte si spinge fino a 2.100 metri s.l.m., elevazione che ne fa uno dei ghiacciai lombardi con la fronte più bassa. 
Anche il Marovin, come la grande maggioranza dei ghiacciai alpini, ha conosciuto la sua massima estensione durante la Piccola era glaciale del XIX secolo; in questo caso, però, più che la fronte del ghiacciaio (che probabilmente si spingeva fino all'attuale bivacco Resnati, 1920 m s.l.m.) a beneficiarne era il volume del ghiaccio, decisamente maggiore rispetto al livello attuale.

## Variazioni frontali recenti
Fino all'anno 2000 era in ritirata lieve ma costante; nel 2001, grazie alle abbondanti precipitazioni invernali, ha ripreso notevolmente volume, proprio perché anche alla fine della stagione estiva gran parte della zona glacializzata era ricoperta da residui nevosi decisamente abbondanti. 
L'annata 2003 riportò il ghiacciaio in deficit, anche se l'eccezionale calura estiva non riuscì a danneggiare eccessivamente il ghiacciaio, protetto fino a metà stagione dal consistente innevamento invernale.